# Дів'яцька Нова Вес
‎
Дів'яцька Нова Вес (словац. Diviacka Nová Ves) — село, громада округу Пр'євідза, Тренчинський край. Кадастрова площа громади — 13.37 км².
Населення 1790 осіб (станом на 31 грудня 2020 року).

## Історія
Дів'яцька Нова Вес згадується 1270 року.

## Населення
| Рік:            | 1994. | 2004.   | 2014. | 2024.   |
| --------------- | ----- | ------- | ----- | ------- |
| Кількість осіб: | 1730  | 1754    | 1754  | 1760    |
| Різниця:        |       | +1,38 % | +0 %  | +0,34 % |

| Рік:            | 2023. | 2024.   |
| --------------- | ----- | ------- |
| Кількість осіб: | 1761  | 1760    |
| Різниця:        |       | -0,05 % |